# Bol'šoe Jamaševo
Bol'šoe Jamaševo (in russo: Большое Ямашево; in ciuvascio: Мăн Ямаш; Măn Jamaš) è una località rurale (una derevnja) del rajon Alikovskij, nella Repubblica autonoma della Ciuvascia, in Russia. Si trova a 20 chilometri da Alikovo, che è il centro amministrativo del distretto omonimo. Fa parte del circondario rurale di Šumševaši

## Popolazione
La popolazione di 350 persone è principalmente di etnia ciuvascia.

## Infrastrutture e trasporti
Nel villaggio c'è un centro culturale, una biblioteca, una chiesa, un pronto soccorso, un negozio. Il paese è prevalentemente alimentato a gas e si trova vicino alle rive del torrente Horševaš.

## Mass media e telecomunicazioni
- Comunicazione: "Волгателеком" Би Лайн, МТС, Мегафон. L'accesso a Internet è sviluppato.
- Giornali e riviste: il giornale del distretto di Alikovo "Пурнăç çулĕпе" - "Sulla via della vita", pubblicato in russo e ciuvascio.